# Горбушин Сергій Євгенович
Сергій Євгенович Горбушин (рос. Сергей Евгеньевич Горбушин; нар. 20 травня 1957, Глазов, Удмуртська АРСР, СРСР) — радянський хокеїст, захисник. Майстер спорту міжнародного класу СРСР.

## Спортивна кар'єра
Вихованець хокейної школи міста Глазов, перші тренери — Віктор Косолапов, Євген Чупін. Три сезони був гравцем місцевої команди «Прогрес», яка виступала в другій лізі. 
Своєю грою привернув увагу представників тренерського штабу «Сокола». Того сезону київський клуб повернувся до ліги найсильніших. Протягом усього часу був основним гравцем київського клубу. Двічі обирався до переліку 34 найкращих хокеїстів країни (1982, 1983). Вніс вагомий внесок у здобуття бронзових медалей чемпіонату 1984/85. Був капітаном команди, виступав за другу збірну СРСР. За «Сокіл» виступав до 1989 року. Рекордсмен «Сокола» за кількістю проведений матчів у вищій лізі — 459. У ворота суперників закинув 47 шайб, зробив 78 результативних передач.
На початку сезону 1989/90 отримав запрошення продовжити кар'єру в «Реймсі». За французький клуб виступав чотири сезони, провівши в елітній лізі 117 матчів, в яких закинув 27 шайб, зробив 61 результативну передачу. Потім виступав у команді нижчого дивізіону «Морзін-Аворіаз». У 1997 році завершив виступи на хокейному майданчику.
У 2011 році інтернет-видання «Sports.ru» визначав символічні збірні команд вищої ліги в епоху Радянського Союзу. До першої шістки київського «Сокола» ввійшли: воротар — Юрій Шундров; захисники — Сергій Горбушин, Валерій Ширяєв; нападники — Анатолій Степанищев, Євген Шастін, Раміль Юлдашев.

## Статистика
Статистика виступів у вищій лізі чемпіонату СРСР.
| Сезон                    | Команда                  | Ліга                     | І   | Г  | П  | 0   | Штр |
| ------------------------ | ------------------------ | ------------------------ | --- | -- | -- | --- | --- |
| 1978/79                  | «Сокіл» (Київ)           | вища                     | 26  | 2  | 1  | 3   | 18  |
| 1979/80                  | «Сокіл» (Київ)           | вища                     | 40  | 0  | 3  | 3   | 14  |
| 1980/81                  | «Сокіл» (Київ)           | вища                     | 45  | 8  | 7  | 15  | 32  |
| 1981/82                  | «Сокіл» (Київ)           | вища                     | 54  | 9  | 9  | 18  | 44  |
| 1982/83                  | «Сокіл» (Київ)           | вища                     | 44  | 7  | 11 | 18  | 39  |
| 1983/84                  | «Сокіл» (Київ)           | вища                     | 42  | 3  | 6  | 9   | 32  |
| 1984/85                  | «Сокіл» (Київ)           | вища                     | 40  | 3  | 5  | 8   | 16  |
| 1985/86                  | «Сокіл» (Київ)           | вища                     | 39  | 5  | 7  | 12  | 24  |
| 1986/87                  | «Сокіл» (Київ)           | вища                     | 40  | 2  | 8  | 10  | 43  |
| 1987/88                  | «Сокіл» (Київ)           | вища                     | 44  | 5  | 16 | 21  | 40  |
| 1988/89                  | «Сокіл» (Київ)           | вища                     | 38  | 3  | 4  | 7   | 28  |
| 1989/90                  | «Сокіл» (Київ)           | вища                     | 7   | 0  | 1  | 1   | 10  |
| Усього у вищій лізі СРСР | Усього у вищій лізі СРСР | Усього у вищій лізі СРСР | 459 | 47 | 78 | 125 | 340 |